# Medzev
Medzev (em alemão: Metzenseifen; húngaro: Mecenzéf) é uma cidade da Eslováquia, situada no distrito de Košice-okolie, na região de Košice. Tem 31,86 km² de área e sua população em 2018 foi estimada em 4.446 habitantes.

## Demografia
| Ano:        | 1994 | 2004   | 2014    | 2024   |
| ----------- | ---- | ------ | ------- | ------ |
| Broj ljudi: | 4027 | 3759   | 4358    | 4166   |
| Razlika:    |      | -6,65% | +15,93% | -4,40% |

| Ano:               | 2023 | 2024   |
| ------------------ | ---- | ------ |
| Número de pessoas: | 4124 | 4166   |
| Diferença:         |      | +1,01% |